# Constante de Prohuet-Thue-Morse
En matemáticas, la constante de Prouhet–Thue–Morse, nombrada así por Eugène Prouhet, Axel Thue, y Marston Morse, es el número—denotado por {\displaystyle \tau }—cuya expansión binaria .01101001100101101001011001101001... está dada por la Sucesión de Thue–Morse. Esto es,
{\displaystyle \tau =\sum _{i=0}^{\infty }{\frac {t_{i}}{2^{i+1}}}=0.412454033640\ldots }
donde {\displaystyle t_{i}} es el iésimo elemento de la secuencia de Prouhet–Thue–Morse.
La serie generadora para {\displaystyle t_{i}} está dada por
{\displaystyle \tau (x)=\sum _{i=0}^{\infty }(-1)^{t_{i}}\,x^{i}={\frac {1}{1-x}}-2\sum _{i=0}^{\infty }t_{i}\,x^{i}}
y puede ser expresada como
{\displaystyle \tau (x)=\prod _{n=0}^{\infty }(1-x^{2^{n}}).}
Este es el producto de polinomiales aditivos (o de Frobenius), y como tal se generaliza a campos o cuerpos arbitrarios.
Kurt Mahler demostró que la constante de Prouhet–Thue–Morse es un número trascendente.